# ناي (قرية)
ناي إحدى قرى مركز قليوب التابع لمحافظة القليوبية بجمهورية مصر العربية، ومن أعلامها المؤرخ الجغرافي جمال حمدان.

## التاريخ
قرية ناي من القرى القديمة، حيث وردت باسم «ناي» في كتاب قوانين الدواوين للأسعد بن مماتي من أعمال الشرقية وهو الاسم الذي وردت به في الروك الصلاحي الذي أجراه السلطان الأيوبي الناصر صلاح الدين سنة 572هـ/1176م، كما وردت في أعمال القليوبية في كتاب «التحفة السنية في أسماء البلاد المصرية» لابن الجيعان الذي حصر القرى المصرية بعد الروك الناصري الذي أجراه السلطان المملوكي الناصر محمد بن قلاوون سنة 715هـ/1315م. وفي العصر العثماني ورد اسمها في التربيع العثماني الذي أجراه الوالي العثماني سليمان باشا الخادم في عصر السلطان العثماني سليمان القانوني ضمن قرى ولاية القليوبية، وفي تاريخ 1228هـ/1813م الذي عدّ قرى مصر بعد المسح الذي قام به محمد علي باشا باسم «ناي» ضمن قرى مديرية القليوبية.

## السكان
بلغ عدد سكان ناي  15,557 نسمة، حسب الإحصاء الرسمي لعام 2006.